# حجاج (استان شلف)
حجاج (به عربی: الحجاج) یک شهرداری در الجزایر است که در استان الشلف واقع شده‌است. حجاج Ov نفر جمعیت دارد.